# 喬桐島望郷台
座標: 北緯37度48分45秒 東経126度14分53秒 / 北緯37.812533度 東経126.248058度

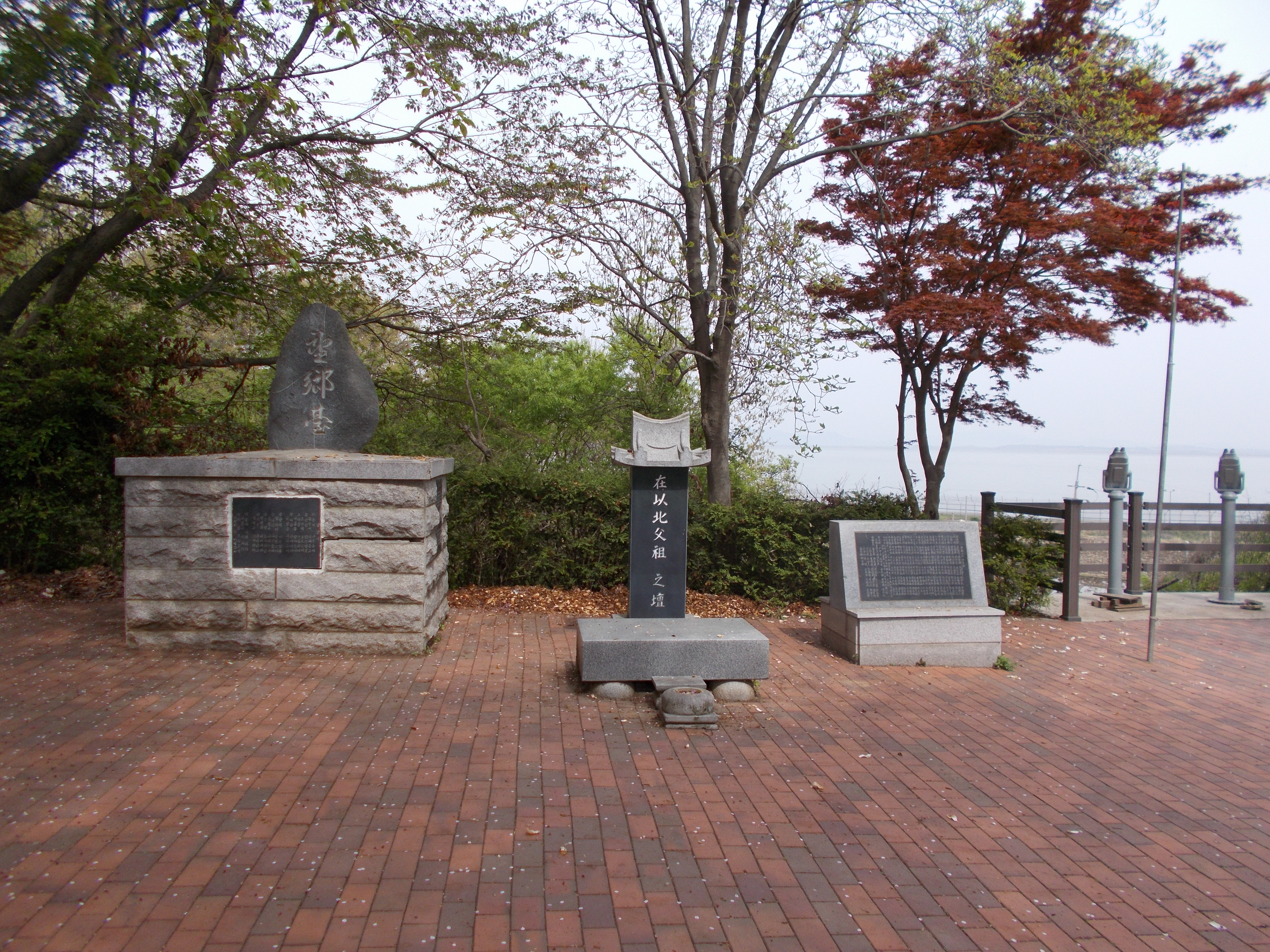
喬桐島望郷台

喬桐島望郷台（キョトンドマンヒャンデ、교동도 망향대）は、韓国仁川広域市江華郡喬桐面にある、軍事境界線を挟んで南側から北朝鮮を望む展望台である。喬桐島内では単に望郷台と呼ばれる。

## 概要
喬桐島と対岸の北朝鮮の延白郡（現在の延安郡）は日本の統治が終わって半島が南北に分断統治された際に北緯38度線で分割されていたため、朝鮮戦争までは南側の領域であった。従って喬桐島と延白郡の交流は盛んであった。しかし朝鮮戦争が勃発すると延白郡からの避難民が喬桐島に殺到。戦争が休戦に至り分断が固定化すると、延白郡は北朝鮮の領域となり、避難民達は故郷へ戻ることが出来なくなった。このため彼ら避難民達は喬桐島に定着。一方で戻れなくなった故郷を偲ぶ場として作られたのがこの望郷台である。従って他のDMZ安保観光の展望台とは趣を大きく異にする。

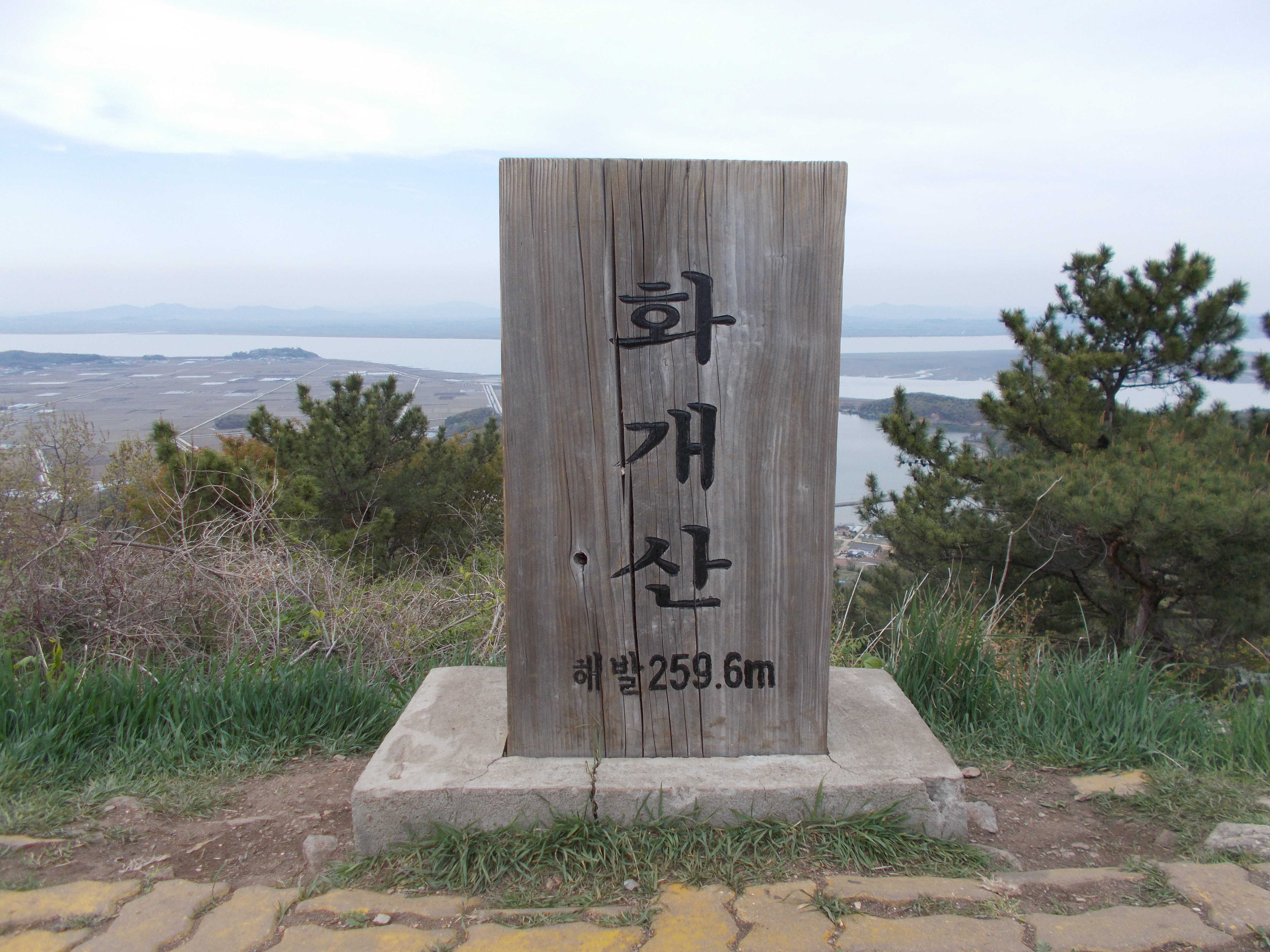
華蓋山山頂

ここは地理的に北朝鮮に最も近い場所として作られたため、海抜高も低く眺望としてはさほど良くは無い。喬桐島から北朝鮮を望もうとするのならば、大龍市場の裏手の華蓋山を登った頂上の方が眺望は良い（登山口は喬桐面事務所脇に有り）。

## アクセス
大龍市場近くにある観光施設「喬桐ツバメの巣（교동 제비집）」でレンタサイクルを借りられる。島内には「망향대」の看板が多く迷うことは無い。付近の芝石里を経由するマウルバスがある模様だが詳細不明。